# Styrax ferax
Espèce
Classification APG III (2009)
Statut de conservation UICN

 VU D2 : Vulnérable
Styrax ferax est une espèce de plantes à fleurs de la famille des Styracaceae. C'est une espèce endémique du Pérou. Elle est en voie d'extinction.